# فلوسیتوزین
فلوسیتوزین (به انگلیسی: Flucytosine)
رده درمانی: ضد قارچ
اشکال دارویی: قرص

## موارد مصرف
فلوسیتوزین برای درمان عفونت‌های قارچی اغلب سیستمیک ( مانند کاندیدیازیس، اسپورتریکوز، کریپتوکوکوزیس) به صورت خوراکی مصرف می‌شود.

## مکانیسم اثر
این دارو بعد از ورود به قارچ به فلواورواوراسیل تبدیل می‌شود که سنتز DNA قارچ را مهار می‌کند.

## عوارض جانبی
تهوع، دل درد، اسهال، سردرد، سرگیجه، راش (ضایعه پوستی) و به ندرت سرکوب مغز استخوان (انواع سیتوپنی‌ها مانند لکوپنی و کم‌خونی) و سوراخ شدن روده

## در بارداری و شیردهی
از  فلوستیوزین در رده C بارداری است و در دوران بارداری میتواند منع مصرف داشته باشد. اما در صورت لزوم و با نظر پزشک میتواند به صورت بسیار محدود استفاده شود.( برای جنین خطرناک است و باید با نظر پزشک مصرف شود.) بی خطری مصرف  فلوستیوزین در دوران شیردهی ثابت نشده است.